# Sandra Ávila Beltrán
Pour les articles homonymes, voir Beltran.
Sandra Ávila Beltrán, née le 11 octobre 1960 en Basse-Californie, était l'une des dirigeantes du cartel Beltrán Leyva. Elle est surnommée La Reina del Pacífico (la reine du Pacifique) par les médias. Elle est inculpée de crime organisé, de blanchiment d'argent et pour avoir mené le trafic de drogue. Elle est née dans une famille de trafiquants de drogues dans l'État du Sinaloa.

## Biographie
Il a souvent été affirmé qu'elle était la nièce de Miguel Ángel Félix Gallardo, connu comme le parrain mexicain du trafic de drogue, mais ceci a été nié par ce dernier dans une lettre de 2009.
D'après certaines informations elle a fait affaire avec des barons de la drogue dans sa jeunesse[réf. nécessaire].
Elle a été mariée deux fois, et ses deux maris étaient des ex-commandants de policiers devenus des trafiquants. Les deux ont été éliminés par des tueurs à gages. La police explique son ascension originelle au pouvoir dans le monde de la drogue par sa relation avec Juan Diego Espinoza Ramírez, surnommé El Tigre (le tigre), une importante figure du Cartel del Norte del Valle en Colombie. Ávila Beltrán vivait discrètement à Guadalajara, Jalisco, et Hermosillo, jusqu'à ce que la police trouve plus de neuf tonnes de cocaïne dans un bateau dans le port de Manzanillo (Colima) sur le Pacifique en 2001, et remonte la cargaison jusqu'à elle et son amant Espinoza Ramírez.  Les deux ont été arrêtés le 28 septembre 2007.
Dans une ballade populaire, Los Tucanes de Tijuana lui rendent hommage en ces termes imagés : « cette grande du négoce, une dame qui pèse lourd ».
Dans un enregistrement de son interrogatoire avec la police, elle se décrit comme une femme au foyer qui se fait un peu d'argent en vendant des vêtements et des maisons. Interrogée sur la raison de son arrestation, elle répond avec nonchalance : « À cause d'un ordre d'extradition vers les États-Unis. »
Son arrestation a été ordonnée par un juge.
La prison pour femmes de Santa Martha Acatitla (es) dans la capitale où elle a été incarcérée n'était apparemment pas à son goût, puisqu'elle la décrit en ces termes : une « faune nocive ». Elle a déposé un dossier auprès d'une commission des droits de l'homme de Mexico, signalant qu'il y avait des insectes dans sa cellule et que l'interdiction de lui apporter de la nourriture en provenance de restaurants viole ses droits.
Après huit ans de prison, elle a été remise en liberté le 7 février 2015.

## Filmographie
Dans la série TV Narcos: Mexico elle inspire le rôle de Isabella Bautista joué par Teresa Ruiz.